# Can Garriga (Caldes d'Estrac)
Can Garriga és un edifici de Caldes d'Estrac (Maresme).

## Descripció
Torre d'estiueig de semisoterrani, planta baixa i dues plantes amb jardí. Palauet d'estil neoclàssic afrancesat. La construcció és aïllada, envoltada de jardí. La façana principal està orientada en sentit sud-est, de cara a la mar. El cos central de l'edificació sobresurt de la resta de la façana. La planta baixa presenta varis accessos, el primer pis destaca per un balcó amb baranes d'aspecte neoclàssic, centrat, i finestres laterals. La segona planta té un altre balcó del mateix estil que l'anterior, però, en aquest cas, amb continuïtat a tota la façana, amb finestres d'arc de mig punt, mansardes i al capdamunt coberta de pissarra.
La façana posterior, que dóna al carrer Ciutat de La Paz, crida l'atenció, tot i mantenir el mateix estil de la part davantera, per una certa anarquia de les finestres que hi trobem, sobretot perquè s'observa que algunes de les obertures que s'han fet no mantenen l'estètica original, és a dir, es veuen massa modernes i sense cap tipus d'interès artístic. Les façanes laterals sí que han mantingut l'estil neoclàssic en finestres i balcons, i només destacaríem com a afegit modern la presència de tendals de color blau. Respecte al tancament de la finca, cal assenyalar el mur de pedra exterior al voltant de tota la torre, amb porta d'entrada principal allargada i de ferro. La vegetació del jardí és molt abundant, i podríem destacar-ne les varietat de plantes i l'arbrat. El jardí ocupa dues terceres parts de la finca.

## Història
Durant primers anys del segle xx, Enric Sagnier bastí dues cases bessones per a les germanes Mercè i Garriga. Durant la guerra civil espanyola (1936-1939) va ser la seu del consolat de la Gran Bretanya que, com moltes altres delegacions internacionals, havia fugit dels bombardejos que patia Barcelona. A mitjan anys seixanta del segle xx, es va enderrocar una de les dues cases, i només quedà l'altra dempeus fins als nostres dies.